# Mildred Harris
Mildred Harris (29 de novembro de 1901, Cheyenne, Wyoming — Los Angeles, 20 de julho de 1944) foi uma atriz estadunidense. Foi a primeira esposa de Charles Chaplin.

## Filmografia
- Heaving a Wondeful Crime (1945)
- The Story of Dr. Wassell (1944)
- Hail the Conquering Hero (1944)
- Reap the Wild Wind (1942)
- Holiday Inn (1942)
- Movie Maniacs (1936)
- Great Guy (1936)
- Never Too Late (1935)
- Lady Tubbs (1935)
- Melody Man (1930)
- No, No Nanette (1930)
- Side Street (1929)
- Sea Fury (1929)
- Melody of Love (1928)
- Speed Classic (1928)
- Lingerie (1928)
- The Power of the Press (1928)
- The Heart of a Follies Girl (1928)
- Hearts of Men (1928)
- The Show Girl (1927)
- The Swell-Head (1927)
- Out of the Past (1927)
- One Hour of Love (1927)
- Wandering Girls (1927)
- She's My Baby (1927)
- The Adventurous Soul (1927)
- The Girl from Rio (1927)
- Burning Gold (1927)
- Husband Hunters (1927)
- The Mystery Club (1926)
- Wolf Hunters (1926)
- Self Starter (1926)
- Cruise of the Jasper B (1926)
- Dangerous Traffic (1926)
- The Isle of Retribution (1926)
- My Neighbor's Wife (1925)
- Private Affairs (1925)
- The Unknown Lover (1925)
- Dressmaker from Paris (1925)
- Beyond the Border (1925)
- Easy Money (1925)
- The Fighting Cub (1925)
- Frivolous Sal (1925)
- The Iron Man (1925)
- Stepping Lively (1924)
- Unmarried Wives (1924)
- Traffic in Hearts (1924)
- One Law for the Woman (1924)
- Shadow of the East (1924)
- By Divine Right (1924)
- The Desert Hawk (1924)
- In Fast Company (1924)
- The Fog (1923)
- The Daring Years (1923)
- First Woman (1922)
- A Prince There Was (1921)
- Habit (1921)
- Fool's Paradise (1921)
- Woman in His House (1920)
- Polly of the Storm Country (1920)
- Home (1919)
- For Husbands Only (1918)
- Borrowed Clothes (1918)
- Cupid by Proxy (1918)
- Doctor and the Woman (1918)
- Love Sublime (1917)
- Old Fashioned Young Man (1917)
- Golden Rule Kate (1917)
- Bad Boys (1917)
- Cold Deck (1917)
- The Americano (1917)
- The Old Folks at Home (1916)
- Hoodoo Ann (1916)
- Intolerance (1916)
- The Matrimaniac (1916)
- Little Soldier Man (1915)
- Little Lumberjack (1915)
- The Warrens of Virginia (1915)
- The Absentee (1915)
- Enoch Arden (1915)
- Shadows of the Past (1914)
- Social Ghost (1914)
- Little Matchmakers (1914)
- O Mimi San (1914)
- The Courtship of O San (1914)
- Wolves of the Underworld (1914)
- The Colonel's Orderly (1914)
- A Frontier Mother (1914)
- Shadows of the Past (1914)
- When America Was Young (1914)
- His Majesty, the Scarecrow of Oz (1914)
- The Magic Cloak of Oz (1914)
- Borrowed Gold (1913)
- A Shadow of the Past (1913)
- Romance of Sunshine Valley (1913)
- Wheels of Destiny (1913)
- Way of a Mother (1913)
- A Child of War (1913)
- The Drummer of the 8th (1913)
- The Seal of Silence (1913)
- Grand-Dad (1913)
- Sense of Duty (1912)
- The Triumph of Right (1912)
- His Nemesis (1912)
- The Frontier Child (1912)
- The Post Telegrapher (1912)